# Z-10 (航空機)
Z-10
- 用途：攻撃ヘリコプター
- 設計者：カモフ
中国直昇機研究開発研究所第602研究所
- 製造者：昌和飛機工業公司
- 運用者： 中国（中国人民解放軍陸軍）
 パキスタン（パキスタン陸軍）
- 初飛行：2003年4月29日
- 運用開始：2010年12月
- 運用状況：現役

Z-10（中国語：直10型）は、中国初の本格的な攻撃ヘリコプター。「霹靂火」と言う愛称を持つ。

## 概要
中国では攻撃用途にも使用できるヘリコプターの必要性が1970年代から認識されていた。1979年に中国民用航空局が米中国交樹立直後のアメリカ合衆国から購入していたUH-1 ヒューイの民生品であるベル 212の発展型ベル 412を当初選定するも価格面で折り合わなかったため、1980年代当時の陸軍はユーロコプター（元：アエロスパシアル社）のAS 365N ドーファンIIをライセンス生産した直昇9型を開発して同社製のSA 342L ガゼルも保有したのみで本格的な攻撃ヘリコプターは皆無だった。1988年にアメリカのAH-1 コブラの購入契約を結ぶも、1989年の六四天安門事件の武器禁輸措置で取り消しとなった。
WZ-10の設計は1994年にロシアのカモフによれば秘密裏の契約でカモフと中国直昇機研究開発研究所の第602研究所が共同で行ったとされる。製造は昌和飛機工業公司が行い、1997年5月17日にユーロコプターがローターシステムの開発支援で、1999年3月22日にはイタリアのアグスタウェストランド社がトランスミッションシステムと振動解析で作業協力することとなった。また、中国は南アフリカのデネル社とも接触してAH-2 ローイファルクの飛行安定技術などを得たとされ、2001年に中国が1機のみのAH-2購入を提案したためにデネル社がその意図を疑って協力関係が解消されたと報じられている。
機体は2002年初めに完成して5月から地上試験を開始し、2003年に初飛行した。試作機はこれまでに6-8機が製造され、1機が中国飛行試験研究所で、2機が景徳鎮の人民解放軍航空基地で飛行試験を実施し、試験開始以来400時間以上の飛行試験が行われている。試作機は2003年と2007年7月11日に各1機が墜落事故を起こしている。
2009年に開催された中華人民共和国建国60周年記念の際に展示された。主に南京軍区に配備され、2012年には南京軍区の機体が演習に参加している様子が公開されており、部分的に配備が開始された事がうかがえる。
2025年8月には、パキスタン軍広報局がパキスタン陸軍へのZ-10MEの就役を公表した。

## 機体

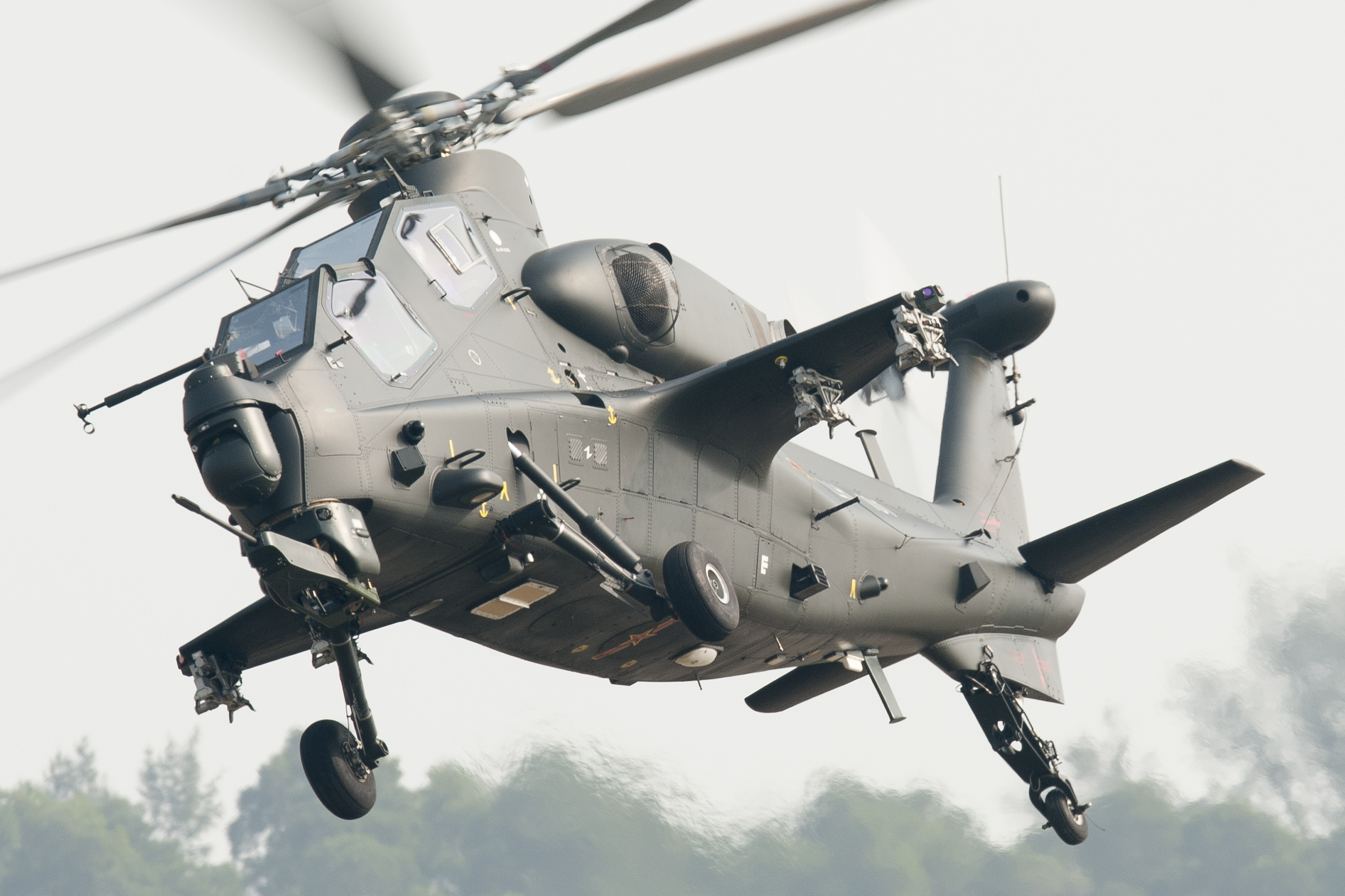
WZ-10

機体は、細身の胴体に前席と後席に大きな段差をつけた縦列複座配置の操縦席という、攻撃ヘリコプターによく見られる構成を採っている。メインローターは複合材料製の5枚ブレードで時計回りに回転し、テールローターは4枚ブレードで2枚1組のものをオフセット角度を付けて組み合わせている。エンジンは双発で、2001年にプラット・アンド・ホイットニー・カナダ（PWC）製PT6C-67C ターボシャフトエンジンが選定された。このエンジンについては、制御用ソフトウェアが違法に輸出されたと認定され、中国政府は否定したものの、ユナイテッド・テクノロジーズとその傘下の2社（PWCとハミルトン・サンドストランド）は、罰金7,500万ドル以上の支払いに応じている。
輸出向けのZ-10MEでは、地上からの赤外線探知を避けるためにエンジン排気口が上向きに変更されており、2020年2月には中国陸軍でも同様の改造が施された機体が確認されている。
風防は防弾ガラスが使用されており、7.62mm弾の被弾に耐え、胴体の操縦席周辺は12.7mm弾の被弾に耐えられる装甲が取り付けられている。中央胴体両側面からはスタブウィングと呼ばれる小型の固定翼が突き出し、国産のHJ-10（紅箭10型）対戦車ミサイルや自衛用の空対空ミサイル、無誘導ロケット弾ポッドなどの携行能力がある。また、2024年には戦闘機用のKG300Gの派生型とみられる電子戦ポッドの携行も確認されている。機首下面には30mm機関砲が固定武装として装備され、射撃手のヘルメットの動きに連動して砲身が向きを変えるようになっている。
機首先端部にはセンサー類を収めたターレットを装備し、ここにはTV/前方監視赤外線/レーザー照射装置による光学式センサーが搭載されている。これによって夜間や悪天候時の作戦能力も備え、また、精度の高い照準能力も有している。このセンサー類による情報は、操縦士が装着する表示装置に映し出され、外界の状況と飛行情報、飛行システムの監視を同時に行うことができるようになっており、状況認識能力を高めている。

## 生産機数・配備数
中国のポータルサイト捜狗に投稿された作者不詳の記事によると「武装ヘリコプターが300機近く生産された。」としているが、この記事には武装ヘリコプターの機種の内訳は記述されていない。2020年版ミリタリーバランスによると、人民解放軍陸軍では150機のWZ-10、120機以上のWZ-19の配備が見積もられており、人民解放軍空軍空降兵では8機のWZ-10Kの配備が見積もられている。これらを合計すると278機以上となる。

## 性能･主要諸元（推定値）
情報源
- 乗員：2名
- 主ローター直径：13.00m
- 全長（機関砲含む）：14.10m
- 全高：3.84m
- 小翼幅：5.10m
- 主ローター回転円盤面積：132.7m2
- 空虚重量：5,100kg
- 最大離陸重量（クリーン）：7,000kg
- エンジン：WZ9（1,000kW×2）
- 最大水平速度：148kt
- 巡航速度：124kt
- 海面上昇率：660m/min
- 実用上昇限度：6,400m
- 戦闘行動半径：62-159nm
- フェリー航続距離：604nm
- 兵器類機外最大搭載量：1,500kg

## 派生型
- Z-10試作型
- Z-10H
- Z-10能力向上型
- Z-10
- Z-10K

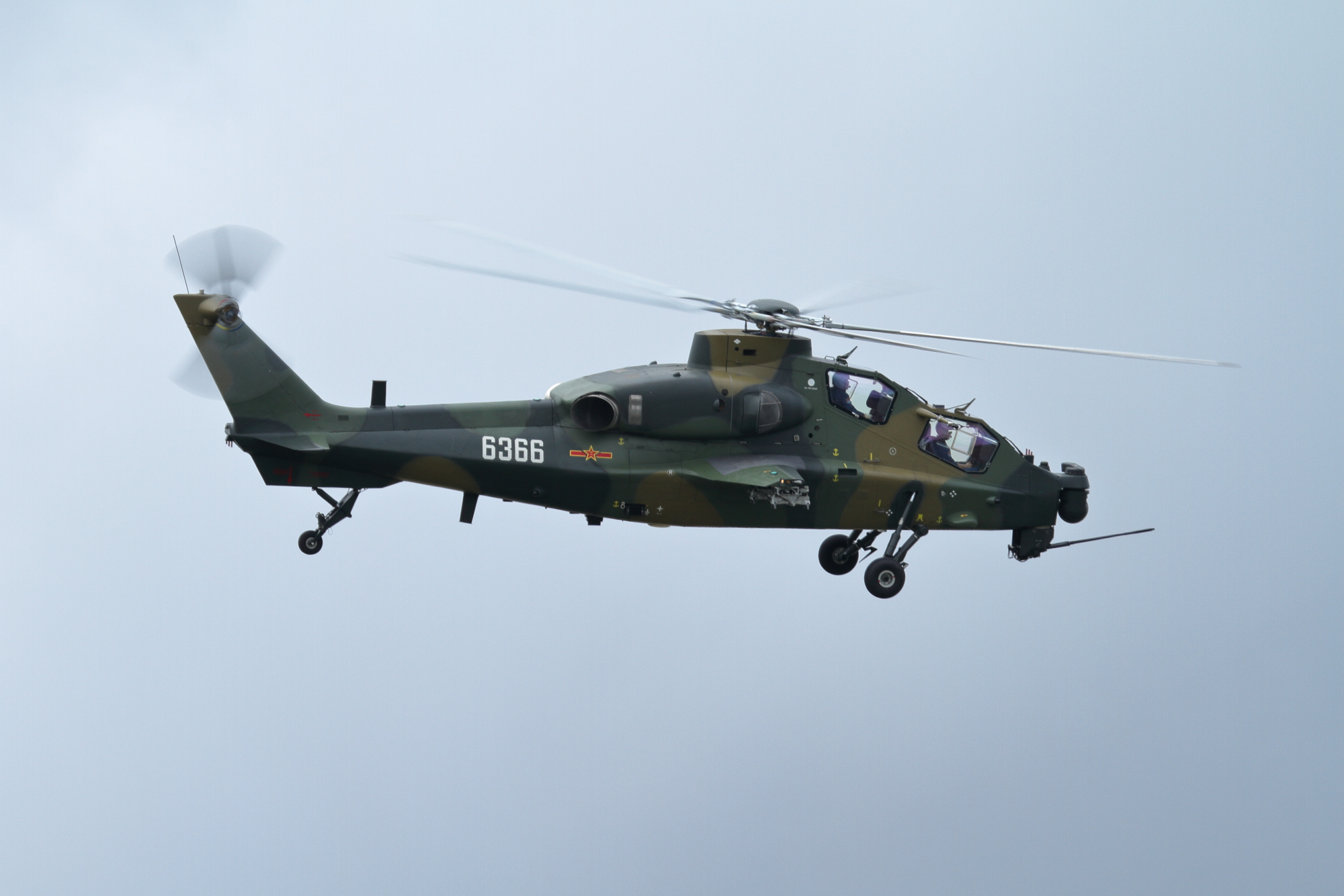
Z-10K

- Z-10ME - 東南アジアや中東向けの輸出モデル。メーカーは、砂塵等に対応するためエアインテークを変更したほか、対空火器からの生存性を向上させるなど、より地上部隊への近接火力支援に適した形に改良したとしている[20]。
- Z-10ミリ波レーダー装備型

## 登場作品

### 漫画
『空母いぶき』
中国人民解放軍により武力侵攻された与那国島、ならびに魚釣島に派遣される。与那国島では、領土奪還と島民救出の任に投入された特殊作戦群と交戦。「いぶき」艦載機F-35JBにも撃墜される。

### ゲーム
『HOMEFRONT』
大朝鮮連邦軍が使用。
『Operation Flashpoint: Dragon Rising』
中国人民解放軍が使用する攻撃ヘリコプターとして登場する。DLCを導入することでプレイヤーが搭乗する事も可能。
『バトルフィールドシリーズ』
『BF2』
CHINAの攻撃ヘリコプターとして登場する。実際の機体とは形状が異なっており、シルエットが酷似しているA129 マングスタに近い物となっている。
『BF4』
中国軍の攻撃ヘリコプターとして登場する。こちらは『BF2』とは違い、実機に近い形状となっている。
『マーセナリーズ2 ワールド イン フレームス』
アジアン軍が使用する攻撃ヘリコプターとして「ワーソン攻撃ヘリ」の名称で登場する。
『りっく☆じあ〜す』
陸自娘(りくむす)の武器娘として登場。当機が擬人化され、「武直10型 霹靂火」として登場する。
『バイオハザード6』
ネオアンブレラの攻撃ヘリコプターとして登場する。
『Modern Warships』
艦載機として「WZ-10 CAIC」の名で登場する。